# Scheveningseweg
De Scheveningseweg is een lange, rechte straatweg die naar een ontwerp van Constantijn Huygens uit 1653 werd aangelegd tussen het oude centrum van Den Haag en Scheveningen.

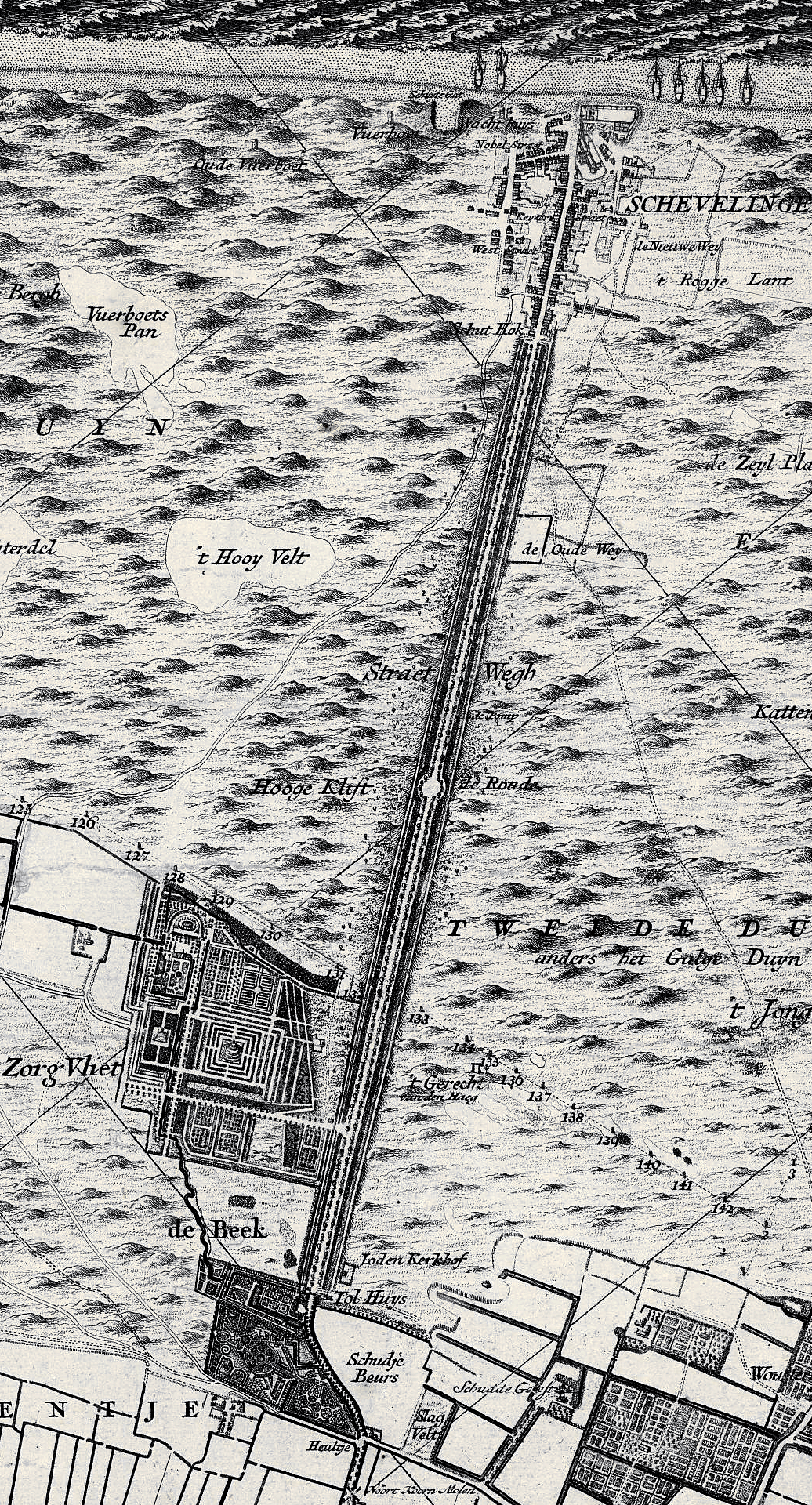
Scheveningseweg. Detail van een kaart, gemaakt door Nicolaus Cruquius in 1712

In het verlengde van het Noordeinde en de Zeestraat kwam 'eenen Steenwegh op Scheveningh', de eerste geplaveide weg in Holland buiten de bebouwde kom. Deze nieuwe 'Zee-straet van 's Gravenhaghe op Schevening' werd in 1665 voltooid. Hij was breed genoeg dat twee rijtuigen naast elkaar konden rijden. De zijkanten van de weg waren verhoogd, zodat de duinen aan weerszijden de weg niet konden overstuiven. Aan de noordkant van de weg is die verhoging nog aanwezig, hier loopt het wandelpad.

## Geschiedenis
Voordat de Scheveningseweg werd aangelegd waren Den Haag en Scheveningen met elkaar verbonden door diverse duinpaden. Ze waren slecht begaanbaar en door de wind werden ze vaak met zand overstuifd. De verbinding was van groot belang voor het vervoer van vis naar de stad. Nadat de nieuwe straat was aangelegd begon ook de Haagse burgerij meer belangstelling voor de route te krijgen en mensen gingen nu per koets een dagje naar Scheveningen. Er was sinds 1666 een zogeheten wagenveer, waarbij koetsen tegen betaling vanaf het Scheveningseveer over de Scheveningseweg naar het Haagseveer in Scheveningen reden en weer terug. Deze ontwikkeling droeg in grote mate bij aan de latere ontwikkeling van badplaats Scheveningen. Langs de Scheveningseweg verrezen diverse buitenplaatsen, het zeventiende-eeuwse Landgoed Zorgvliet met het Catshuis, het Huis Buitenrust (achttiende eeuw) en Huis Rustenburg (achttiende eeuw). De laatste twee zouden in het begin van de twintigste eeuw worden afgebroken in verband met de bouw van het Vredespaleis. Langs de Scheveningseweg lag eeuwenlang een executieplaats of galgenveld waar misdadigers werden opgehangen. Ter afschrikking liet men de lijken daar soms zeer lang hangen. Deze naargeestige plek verdween pas aan het einde van de achttiende eeuw. In 1690 werd de Joodse begraafplaats langs de Scheveningseweg aangelegd. In de negentiende eeuw werden enkele wegen aangelegd die de Scheveningseweg doorkruisen en verrezen langs grote delen uitbreidingen van de stadsbebouwing. Ook werd langs de straat een trambaan aangelegd. De resterende duinen verdwenen geleidelijk aan grotendeels en in hun plaats kwam een parkachtig landschap. Met name in de Scheveningse Bosjes is nog goed waar te nemen dat het gebied heuvelachtig is. 

### Het tolhek

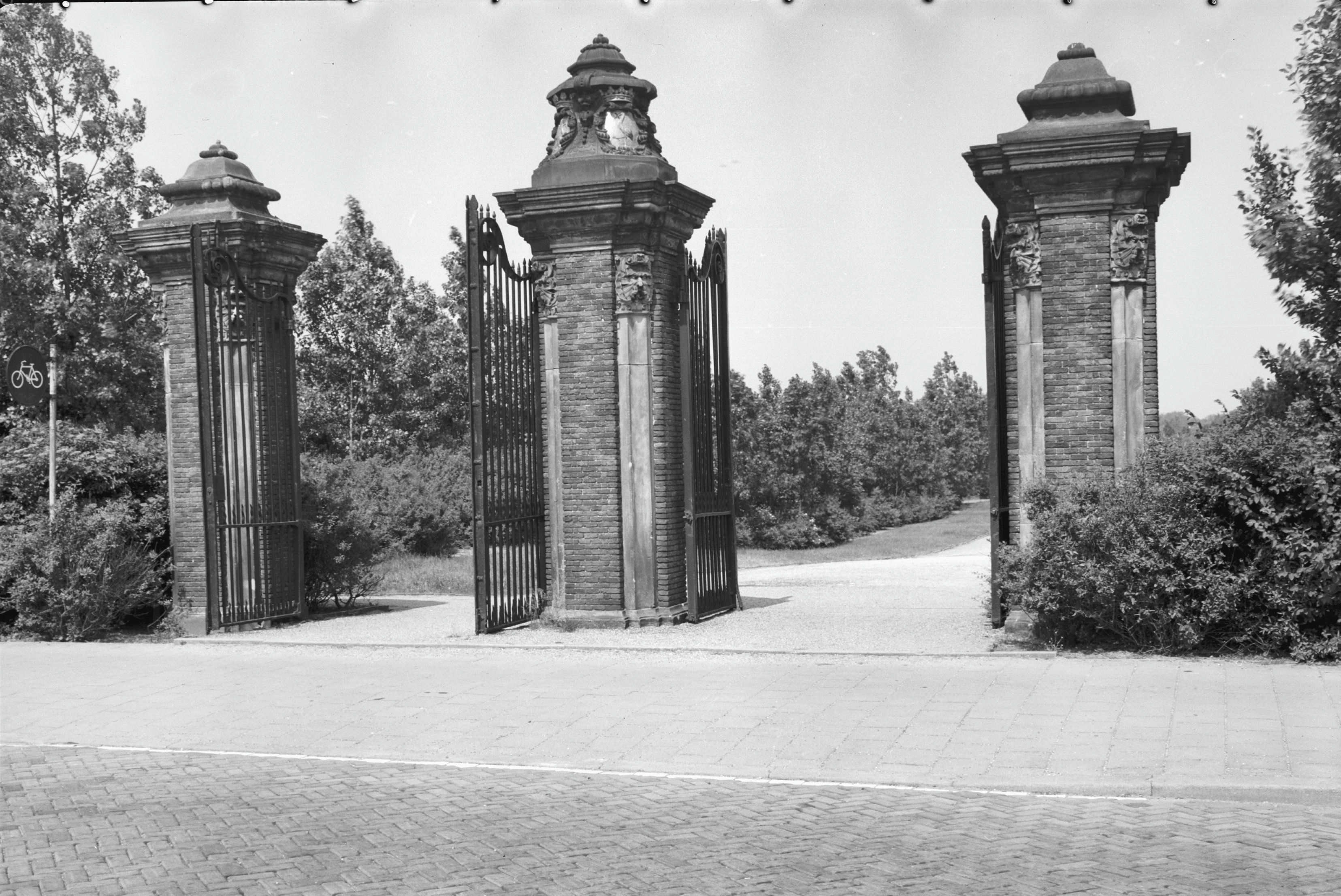
Huygenspoort

Aan de Haagse kant van de weg kwam een tolhek, maar Scheveningse vissersvrouwen hoefden geen tol te betalen als zij naar de Haagse markt gingen. Het tolhek werd later de Huygenspoort genoemd. Nadat in 1888 het tolheffen was opgeheven werd de poort, die te smal was voor het drukker wordende verkeer, verplaatst naar een zuidelijke ingang van de Scheveningse bosjes, tegenover de ingang van de katholieke Begraafplaats Sint Petrus Banden.

### Het tolhuis
Het voormalig tolhuis is nu een gemeentelijk monument. In de oorspronkelijke toestand was het tolhuis aan de zijde van de Scheveningseweg langer, maar bij de aanleg van de paardetramlijn in 1864  en bij de de spoorverdubbeling ten behoeve van de electrische tram in het begin van de twintigste eeuw werd twee keer een deel van het gebouw opgeofferd.

### Oorlogsmonumenten
Aan de noordkant van de Scheveningseweg staat een monument ter herinnering aan de Eerste Wereldoorlog. Het gedenkt "de ruim 300 Scheveningse visschers die tijdens den Wereldoorlog 1914-1919 op zee het leven lieten". 

In de Keizerstraat, het verlengde van de Scheveningseweg, staat een monument dat herinnert aan de vissers die tijdens de Tweede Wereldoorlog omkwamen. Het werd in 1961 onthuld door de kerkvoogdij van de Nederlands-Hervormde gemeente. De vissersvloot bestond voor de oorlog uit 115 schepen, aan het einde van de oorlog waren er nog maar 36 over.

### De tram
De Scheveningseweg is een kaarsrechte weg (op het begin bij de Zeestraat als Oude Scheveningseweg na), wat uitzonderlijk was in de tijd dat de weg werd aangelegd. Dit kwam later goed uit bij de aanleg van een tramspoor. De eerste Nederlandse tramlijn, een paardentram, werd in 1864 in gebruik genomen en liep langs de Scheveningseweg. Ook heden ten dage loopt er nog een tramlijn langs de weg.
Nadat in april 1973 een storm 60 bomen had geveld, duurde het een week voordat de Gemeentelijke Plantsoenendienst alles had opgeruimd. Ook de tramrails was zwaar beschadigd. Bij het herstel daarvan werd besloten om gras tussen de rails te leggen, een unicum voor die tijd.

### Huygens
Huygens wijdde een gedicht, Zee-straet, aan de weg.

Een borstbeeld van Huygens, gemaakt door Arend Odé staat aan de ingang van de Scheveningse Bosjes bij de Ary van der Spuyweg.

### Opgravingen
Aan het einde van de Scheveningseweg werd nummer 62 afgebroken. In diezelfde periode werden in het nabije Statenkwartier Romeinse voorwerpen gevonden. Hierdoor besloot de gemeente daar aan de zuidkant van de Scheveningseweg ook maar enkele boringen te verrichten voordat er weer gebouwd zou worden. Men vond ook hier resten uit de Romeinse tijd. Bovendien werden er enkele vroeg-Middeleeuwse scherven gevonden die in de Merovingische tijd deels omgeploegd werden.

## Zie ook

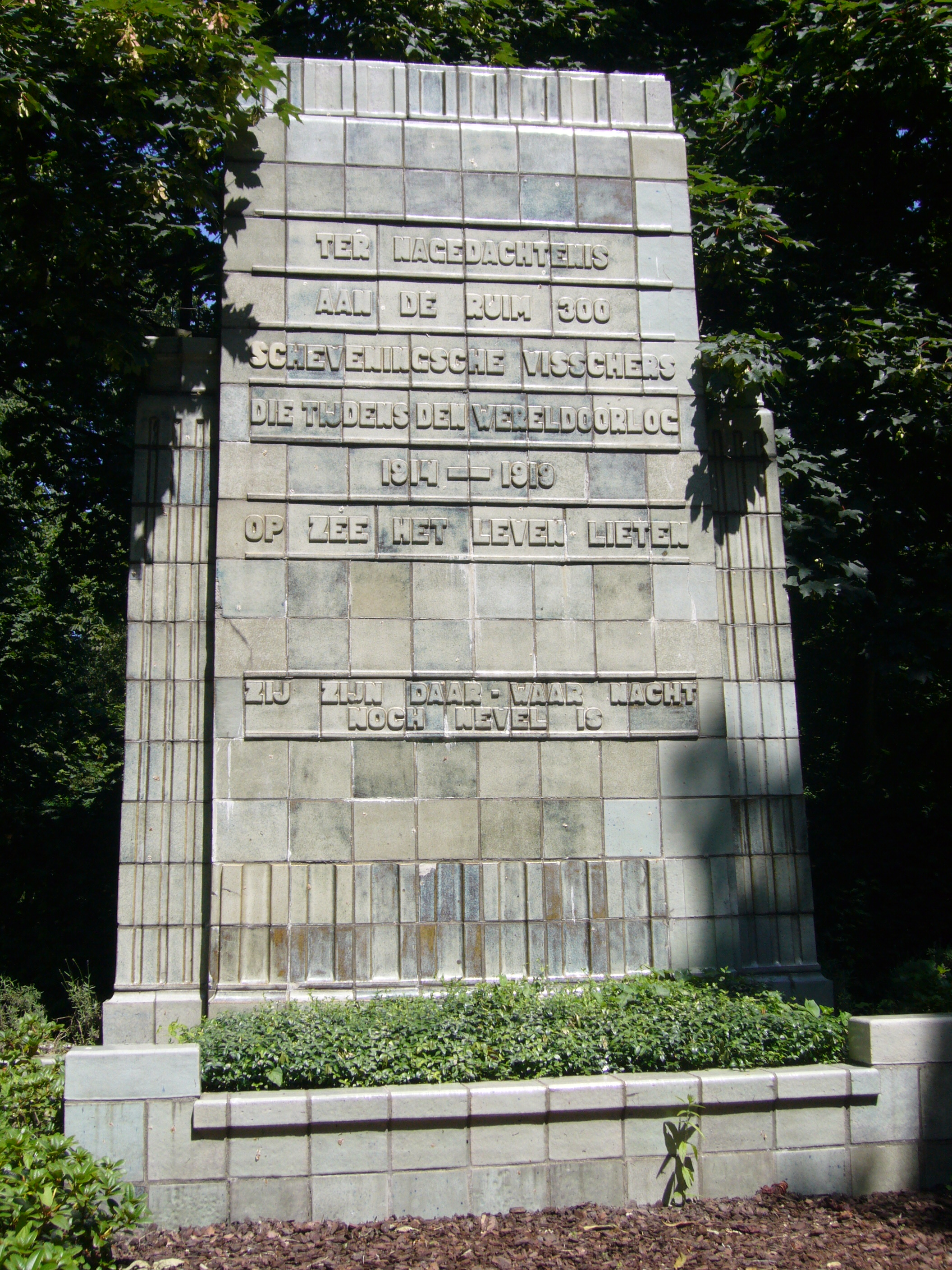
Monument ter herinnering aan de Eerste Wereldoorlog
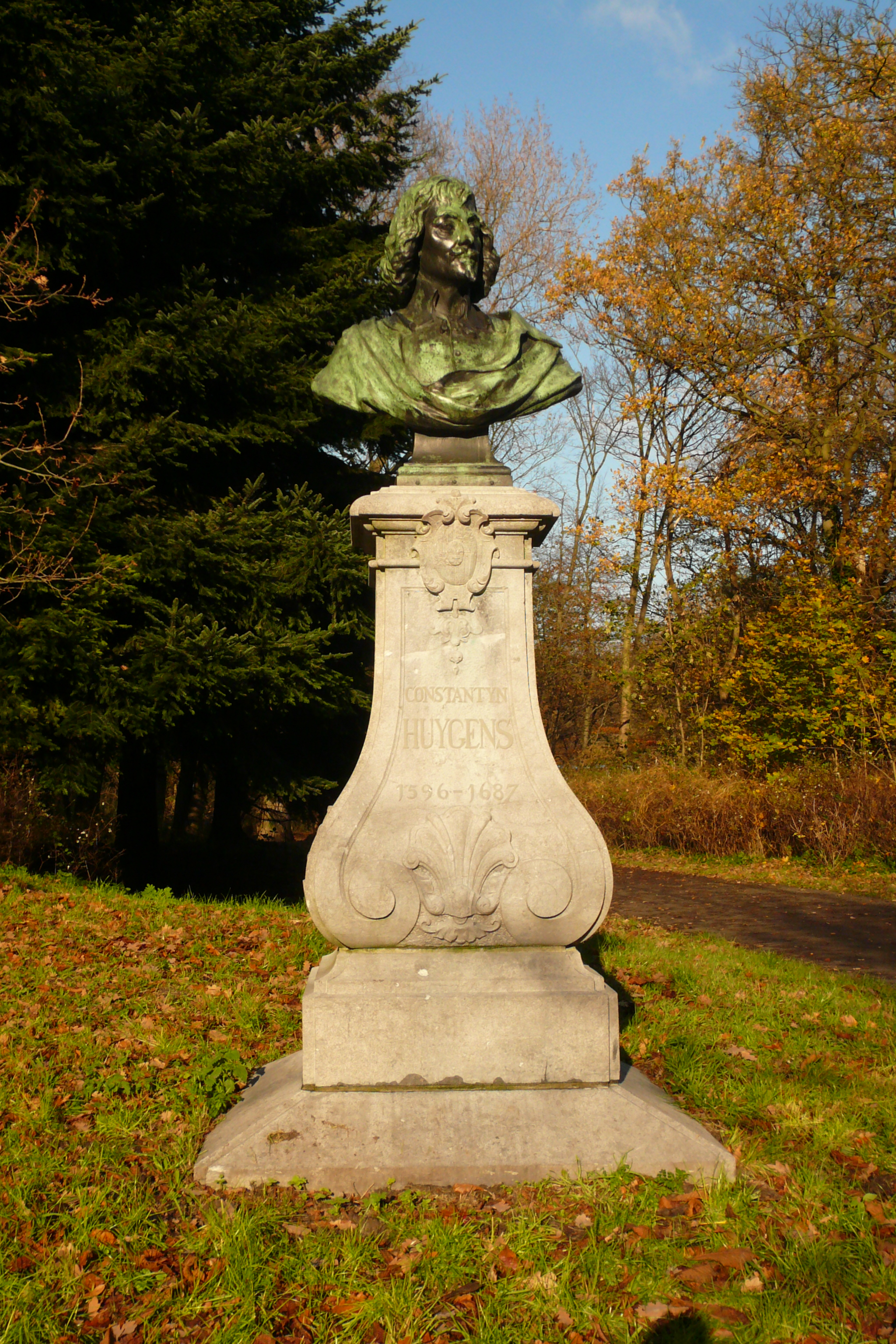
Huygens bij een ingang van het Scheveningse bos
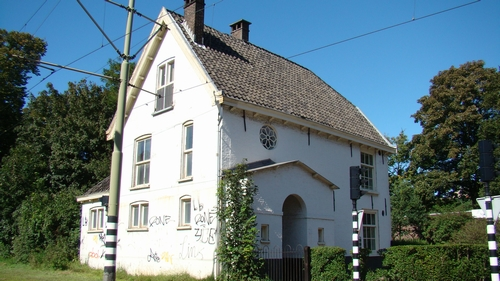
17e-eeuws tolhuis nabij de Burgemeester Patijnlaan
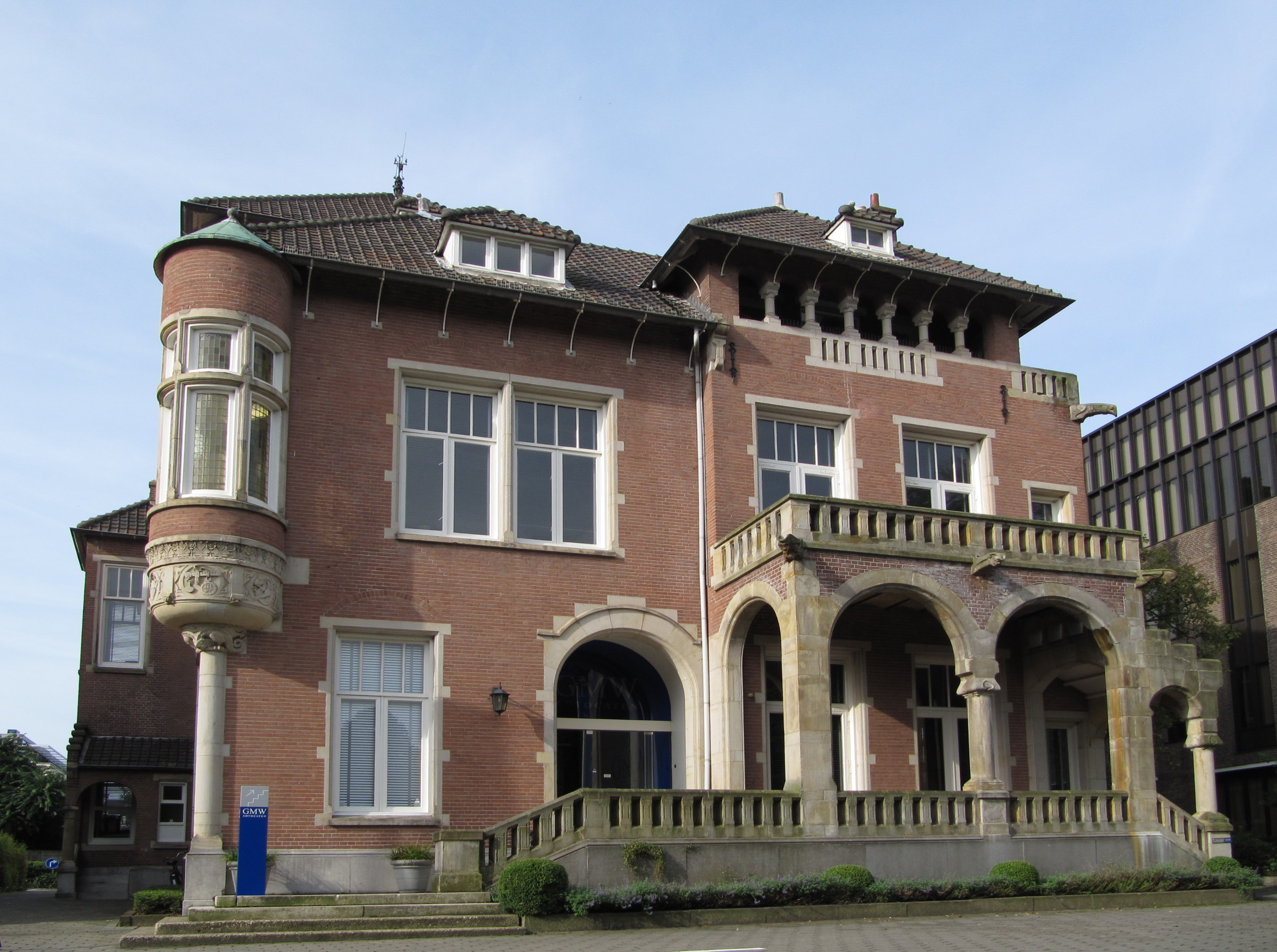
Pand Scheveningseweg 52
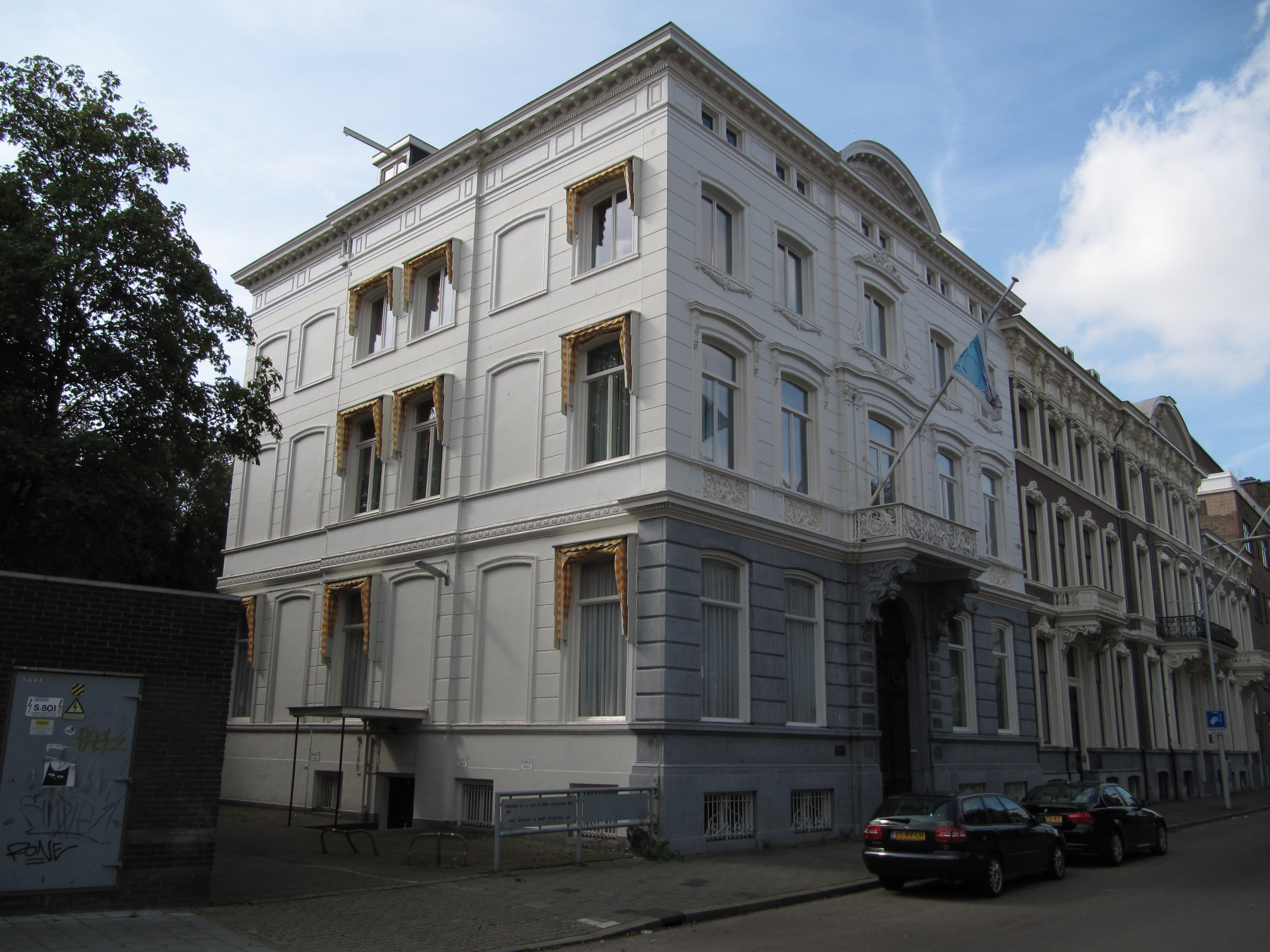
Pand Scheveningseweg 6